# Ландольт, Жаклин
Жакли́н Ландо́льт (нем. Jaqueline Landolt) — швейцарская кёрлингистка.

## Достижения
- Чемпионат Европы по кёрлингу: золото (1985).
- Чемпионат Швейцарии по кёрлингу среди смешанных команд: золото (1987)[2].

## Команды
| Сезон                                          | Четвёртый       | Третий          | Второй          | Первый            | Турниры           |
| ---------------------------------------------- | --------------- | --------------- | --------------- | ----------------- | ----------------- |
| 1980—81                                        | Габи Шарьер     | Жаклин Ландольт | Марианн Ульман  | Сесили Бланвильян | ЧЕ 1980 (6 место) |
| 1985—86                                        | Жаклин Ландольт | Кристин Криг    | Марианн Ульман  | Сильвия Бенуа     | ЧЕ 1985           |
| Кёрлинг среди смешанных команд (mixed curling) |                 |                 |                 |                   |                   |
| 1986—87                                        | Rolf Waldmeier  | Жаклин Ландольт | Manfred Winkler | Barbara Schärer   | ЧШСК 1987         |

(скипы выделены полужирным шрифтом)